# Pałac w Słubicach
Pałac w Słubicach – zabytkowy pałac położony w Słubicach w powiecie płockim.
Pałac został wybudowany w 1789 dla Józefa Mikorskiego i jego żony Krystyny z Miaskowskich, według projektu Hilarego Szpilowskiego. Potem odziedziczył go ich syn Jan Chryzostom i wnuk Roman Mikorski. Następnie majątek znalazł się w rękach Potockich, Skrażyńskich i Grzybowskich.
Na zespół pałacowy składa się pałac, dwie oficyny połączone galeriami z pałacem.
Piętrowy pałac, podpiwniczony, wybudowany w stylu klasycystycznym na planie prostokąta, jest ozdobiony od frontu ryzalitami bocznymi oraz czterokolumnowym portykiem z podjazdem. W tympanonie umieszczony jest herb Mikorskich – Ostoja.

Oficyna lewa mieściła kuchnię i pokoje gościnne, zaś w prawa – stajnię i wozownię.
Pałac otacza park z XVIII wieku o powierzchni 7,5 ha. Na terenie parku znajduje się Świątynia Milczenia z 1820 roku z jońskim portykiem, zaprojektowana przez działającego na początku XIX wieku architekta Aleksandra Alfonce de Saint Omer (Sętomerskiego). 
W skład ogrodu wchodziły również (dziś niezachowane):
- świątynia egipska
- kiosk chiński (altana chińska na wyspie jednego ze stawów)
- ptaszarnia
- staw z wyspą kanaryjską
- liczne mostki i rzeźby ogrodowe (lwy, sfinksy, wazy, fotel egipski na wyspie)
- wodotrysk.

Pałac przetrwał II wojnę światową, potem w budynkach stworzono komisariat milicji, a potem szkołę. W latach 70. po przeniesieniu szkoły do nowej placówki majątek popadł w zapomnienie i uległ dewastacji.
Obecnie w rękach prywatnych, jest odbudowywany. Planowane jest wykorzystanie pałacu do celów turystycznych.

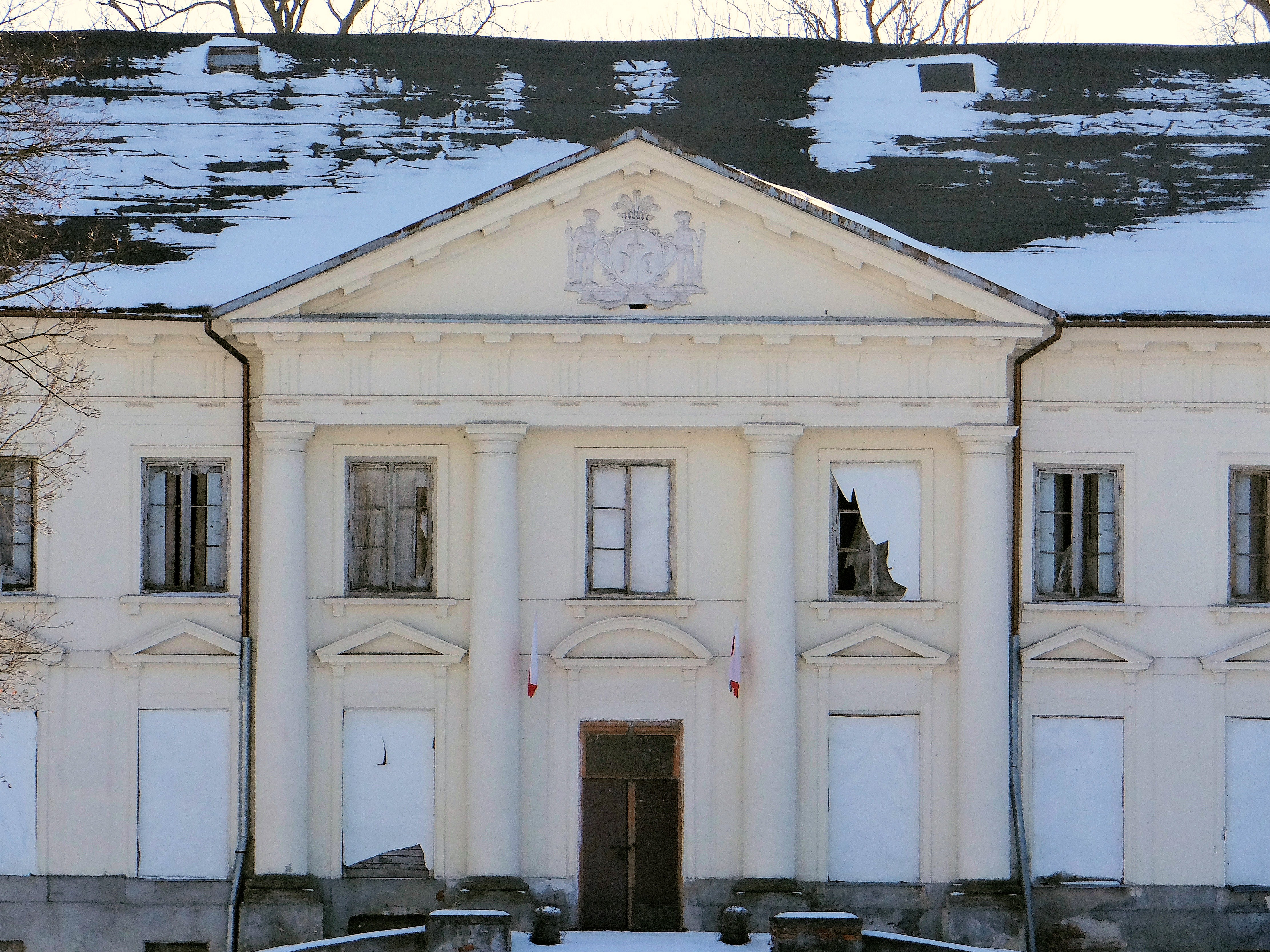
Fronton z herbem
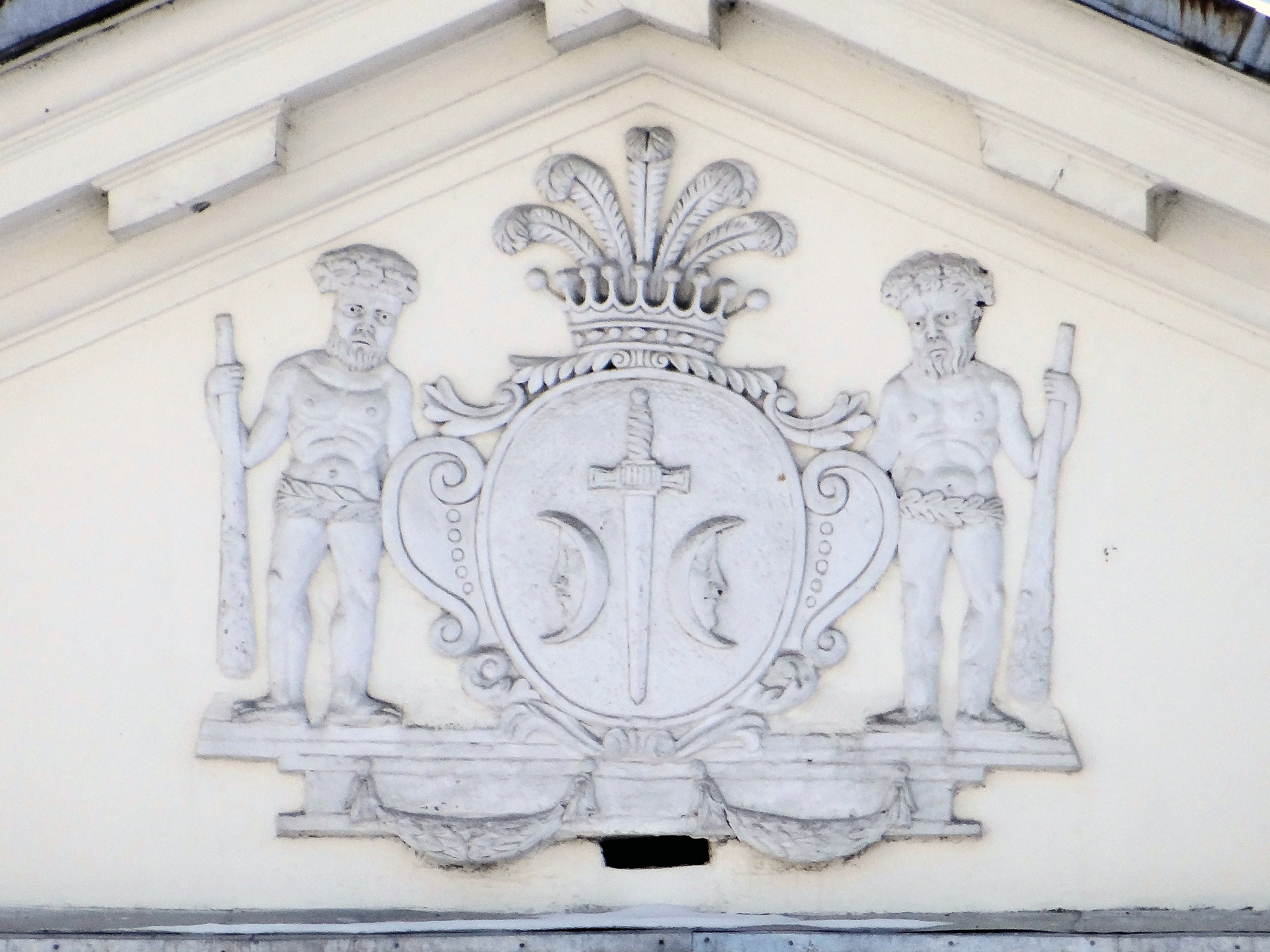
Herb Ostoja J. Mikorskiego
Herb Ostoja J. Mikorskiego